# Olivier Weber
Olivier Weber (født 12. juni 1958 i Montluçon) er en fransk forfatter og journalist.